# 発狂した宇宙
『発狂した宇宙』（はっきょうしたうちゅう、英語原題：What Mad Universe）は、アメリカのSF作家フレドリック・ブラウンによる長編SF小説。1949年、E. P. Dutton社より刊行。原題を正確に意訳すれば『一体どういう宇宙なんだ!』という感嘆詞になる（本文中にもその一節がある）。
パラレルワールドテーマの作品としては古典の一つに数えられている。既存のSF文化を題材にしたユーモラスなパロディSFでもある。ブラウンの長編SFとしては『火星人ゴーホーム』と並び、代表的作品とされている。
日本語訳は、初め元々社最新科学小説全集の一冊として刊行され（1956年）、その後早川書房から新訳が出版された。2009年3月現在、絶版。

## 主要登場人物
- キース・ウィントン - 主人公。SF雑誌の編集者。
- ドペル - 全太陽系宇宙艦隊の司令長官にして天才科学者。星間戦争における英雄中の英雄。
- メッキー - 人工頭脳。テレパシー、飛行能力、人間を遙かに凌駕する思考力を持つ。
- ジョウ - 常習犯罪者。元軍属・タクシー運転手。

## あらすじ
1954年（発表年代から見ての近未来）のある夜、キース・ウィントンは、無人月ロケット第1号の墜落に、そして月ロケットに搭載されていた「バートン式電位差発生機」の莫大な電気エネルギーの暴発に巻き込まれる。死体は見つからず、大爆発により彼の身体は跡形もなく粉砕されたと世間は考えた。
しかしウィントンは死んでいなかった。彼は、なぜか別の世界に転移されていたのである。その世界は、すでに宇宙旅行が実用化されて数十年が経ち、街を月人の観光客が闊歩し、さらには天才科学者兼大英雄ドペルの指揮の下で「アルクトゥールス星人」との戦争が行われているという、スペースオペラの集大成のような世界であった。
はじめ次元転移に気づかず、その世界での常識はずれの行動を取ってしまったウィントンは、アルクトゥールス星人のスパイと誤解されて当局に追われる身となり、しかも元の世界の所持金が使えるわけもなく宿無しの無一文という苦境におちいる。しかも、この世界は夜間空爆対策として街全体を煙幕で覆う「濃霧管制」が施行され、夜の都会は無人の無法地帯と化していた。わけもわからぬままそれらの苦境を辛うじて生き延びた彼は、ウェルズの『世界史概観』を入手し、この世界の成り立ちを知る。この世界は19世紀までは元の世界と同一の歴史を歩んでいたが、1903年にライト兄弟が飛行機を発明する代わりに、ある教授が（ミシンの修理中、偶然に）瞬間移動装置を発明し、人類が一足飛びに宇宙進出を果たし、そしてアルクトゥールス星との星間戦争が起きたという奇妙な平行世界だったのである。
苦闘もむなしくついに当局に尻尾をつかまれ、地球にいられなくなったウィントンは、土星軌道にいるドペルおよびドペルが創造した超人工頭脳「メッキー」の庇護を得るべく、小悪党のジョウの助けを借り、自家用宇宙艇を盗んで宇宙へ出る。その途中でウィントンは月へと立ち寄り、夢にまで見た月着陸を成し遂げる。が、夢はかなうまでが華で、寒く荒れ果てた月面に幻滅し、自分が夢と冒険の世界に生きるにはもはや歳を取りすぎていることを思い知らされてしまう。
ようやく対面した英雄ドペルは元の世界のSFオタク、ドッペルバーグを目いっぱい美化したような人物だった。そして「メッキー」は、無数の世界が無数の次元に平行して存在すること、「バートン式電位差発生機」の放電が次元間の転移を引き起こす事、転移される人間の思考が転移先を決定する事（ウィントンがこの「SFオタクが思いつきそうな世界」に来たのは自分の雑誌の愛読者であるドッペルバーグの事を考えていたため）を解き明かし、ウィントンを「バートン式電位差発生機」付きの小型艇で送り出す。はたして、ウィントンは元の世界へ転移できるだろうか…?

## 書誌情報
- 佐藤俊彦訳『発狂した宇宙』元々社〈最新科学小説全集 3〉、1956年
- 稲葉明雄訳『発狂した宇宙』早川書房
  - ハヤカワ・SF・シリーズ 3127、1966年
  - ハヤカワ文庫SF 222、1977年